# Giuseppe Gentili
Giuseppe Gentili, detto Ciancone (Manziana, 27 settembre 1917 – Perugia, 24 giugno 1978), è stato un fantino italiano.

## Biografia
Nato a Quadroni, piccola frazione del comune di Manziana, proveniva da una famiglia di cavallerizzi. Il fratello Gino aveva corso due Palii a Siena nel 1938 col soprannome di "Sughero" nella contrada del Valdimontone senza peraltro ottenere grandi risultati: infatti il deludente risultato del Palio d'agosto sul veloce cavallo Giacchino scatenò l'ira dei contradaioli e segnò la fine della carriera senese del fantino, che morì drammaticamente qualche mese dopo alla giovane età di 28 anni. Giuseppe tornò a Siena, forse spinto dal padre che voleva lavare l'onta del 1938, sotto l'egida di Ettore Fontani, noto dirigente senese della contrada dell'Oca che gli dette la possibilità di provare la Piazza del Campo. Nell'agosto del 1945 esordì al Palio correndo per la Giraffa con il soprannome di Ciancone (era anche conosciuto come Calia o Coscione) e dimostrando subito personalità e sicurezza tra i canapi ottenendo un secondo posto finale tutt'altro che disonorevole. Dopo un palio incolore nell'Onda nel luglio del 1946 arrivò la prima vittoria nell'agosto dello stesso anno con il giubbetto della Giraffa, montando il forte cavallo Piero, al termine di un appassionante testa a testa con l'Oca. In questa corsa cominciarono ad emergere in maniera prepotente quelle qualità che lo avrebbero contraddistinto durante tutto l'arco della sua carriera di fantino: la lucidità tra i canapi, la precisione con la quale "disegnava" le traiettorie delle curve e soprattutto lo stile e l'eleganza nell'andare a cavallo che sarebbero state in seguito eguagliate soltanto dal grande Andrea Degortes detto Aceto alcuni anni dopo.
Altra vittoria giunse nel luglio del 1947 con i colori del Nicchio e conducendo il cavallo Salomè ad una grande vittoria dopo una grande mossa e tre giri in testa. Mentre ad agosto, sempre nel Nicchio, non riuscì a bissare il successo di luglio cominciavano le prime perplessità sul suo conto dovute a quella debolezza del suo carattere che assieme all'innata classe lo contraddistinse per tutta la vita: la sua grande avidità, che già suscitava le perplessità di colleghi e contradaioli. Nel luglio del 1949 una deludente corsa nella Tartuca con il favorito Piero gli fece perdere altri consensi e da allora in poi ebbe poche occasioni di montare cavalli favoriti.
La terza vittoria arrivò nell'agosto del 1950 con i colori biancoazzurri dell'Onda conducendo per tre giri e riuscendo a tamponare la potente rimonta del Drago (costrinse con una mossa da geniale cavallerizzo il cavallo avversario ad arrestarsi all'ultima curva). Il 1951 è anno di grazia con una doppia vittoria: a luglio nella Pantera (che non vinceva da 25 anni) e ad agosto nella Tartuca (a digiuno da 18 anni), entrambe le volte con due cavalli esordienti: Archetta e Bagnorea. Nei Palii successivi non arrivarono vittorie ma andò consolidandosi un rapporto con l'Onda che seppur altalenante durò sino alla fine della sua attività a Siena. Nel luglio del 1953 intanto aveva esordito in Piazza un altro fantino di grande caratura tecnica che diede poi vita con Ciancone ad un confronto ravvicinato forse ineguagliabile nella storia del Palio: Giorgio Terni detto Vittorino.
La sesta vittoria arriva nel luglio del 1955 nella contrada del Bruco, a digiuno dal 1922, in groppa alla cavalla esordiente Sturla che Ciancone prese in mano dalla seconda prova portandola dalle iniziali difficoltà verso un miglioramento costante giunto al suo parossismo durante i tre giri della Piazza. Nel frattempo è iniziato un rapporto di collaborazione tra Ciancone e l'Oca nella quale dopo due palii corsi riuscirà a portare il drappellone. In groppa alla poco quotata cavalla Tanaquilla dà vita ad una corsa spettacolare giostrata fino all'ultima curva con l'avversaria Torre. Dopo due palii corsi nel 1960 con la Lupa ottiene l'ottavo trionfo nel Palio straordinario di settembre con il giubbetto rosso e nero della Civetta: corsa dominata senza sbavature grazie anche alla potenza della forte cavalla Uberta de Mores.

### L'ostracismo e il ritorno
Nell'agosto del 1961 Ciancone corse ancora con il giubbetto tricolore dell'Oca e si presentò ai canapi in groppa alla cavalla Capriola. Di rincorsa era proprio l'acerrima nemica dell'Oca, la Torre, con Vittorino e la forte Salomè de Mores. Quando Vittorino spinse la cavalla tra i canapi, Ciancone e Capriola si trovarono rigirati e praticamente tagliati fuori dalla corsa sin dalla partenza. Dopo i tre giri la Torre andò a trionfare e l'ira degli ocaioli fu tale da raggiungere nel tempo connotati quasi mitici. Quando Ciancone fu raggiunto e portato in contrada non fu certo per avere chiarimenti...
Per cinque lunghi anni Ciancone non osò rimettere piede a Siena e nessuna contrada provò neanche a contattarlo, almeno fino alla sera del 15 agosto del 1966. Infatti la mattina dopo, quella del Palio, Ciancone si presentò in Piazza con il giubbetto dell'Onda, storica alleata dell'Oca; seguirono disordini tra Oca e Onda e la conseguente rottura dell'alleanza. In quel Palio il fantino quasi cInquantenne dimostrò di non essere ancora arrugginito ma la vittoria non arrivò. L'ultimo sigillo della sua grande carriera arrivò tre anni dopo nel luglio del 1969 nell'Onda sulla grigia Sambrina. Nel luglio 1971 in groppa al fortissimo Topolone fu invece l'ultimo Palio corso all'età di cinquantaquattro anni.

### Morte
Fuori dalla Piazza del Campo di Siena, il "professore", come ormai veniva chiamato con riverenza, continuava ad andare a cavallo e correre nelle gare di provincia o in altri palii. Il 18 giugno 1978, corse e vinse il Palio dei Rioni a Castiglion Fiorentino per il rione di Porta Romana, montando il cavallo Frapalle. Il giorno dopo, durante una corsa di consolazione, accettò di montare il riottoso cavallo Pelin: partì primo, ma, giunto alla curva delle Mura Pisane, fu scavallato dall'ingestibile animale e, senza la protezione alla testa, andò a schiantarsi rimanendo agonizzante a terra. Trasportato in gravissime condizioni all'ospedale di Perugia, Ciancone morì cinque giorni dopo, senza aver mai ripreso conoscenza.

## La carriera al Palio di Siena
Ciancone ha corso quaranta palii, dodici dei quali nell'Onda e sei nell'Oca. Delle nove vittorie al Palio, due sono state per l'Onda e una volta ciascuna per Giraffa, Nicchio, Pantera, Tartuca, Bruco, Oca e Civetta.

### Presenze al Palio di Siena
| Palio            | Contrada | Cavallo           | Note   |
| ---------------- | -------- | ----------------- | ------ |
| 16 agosto 1945   | Giraffa  | Mughetto          |        |
| 2 luglio 1946    | Onda     | Lampino           |        |
| 16 agosto 1946   | Giraffa  | Piero             |        |
| 18 maggio 1947   | Tartuca  | Pallino           |        |
| 2 luglio 1947    | Nicchio  | Salomè            |        |
| 16 agosto 1947   | Nicchio  | Brillante         |        |
| 2 luglio 1949    | Tartuca  | Piero             | scosso |
| 16 agosto 1949   | Oca      | Bianchinetta      |        |
| 28 maggio 1950   | Onda     | Miranda           |        |
| 2 luglio 1950    | Onda     | Gioia             |        |
| 16 agosto 1950   | Onda     | Bottarella        |        |
| 2 luglio 1951    | Pantera  | Archetta          |        |
| 16 agosto 1951   | Tartuca  | Bagnorea          |        |
| 2 luglio 1952    | Onda     | Sanzio            |        |
| 16 agosto 1952   | Onda     | Gaudenzia         |        |
| 2 luglio 1953    | Onda     | Lirica            |        |
| 16 agosto 1953   | Onda     | Tarantella        |        |
| 2 luglio 1954    | Torre    | Rosella           |        |
| 16 agosto 1954   | Bruco    | Forletto          |        |
| 5 settembre 1954 | Tartuca  | Buriana           | scosso |
| 2 luglio 1955    | Bruco    | Sturla            |        |
| 16 agosto 1955   | Tartuca  | Gaudenzia         |        |
| 2 luglio 1956    | Bruco    | Ravi II           |        |
| 2 luglio 1957    | Oca      | Raffica de Ozieri |        |
| 16 agosto 1958   | Pantera  | Tanaquilla        |        |
| 2 luglio 1959    | Oca      | Rosella           |        |
| 16 agosto 1959   | Oca      | Tanaquilla        |        |
| 2 luglio 1960    | Lupa     | Gavottina         |        |
| 16 agosto 1960   | Lupa     | Gavottina         |        |
| 4 settembre 1960 | Civetta  | Uberta de Mores   |        |
| 5 giugno 1961    | Lupa     | Salomè de Mores   |        |
| 2 luglio 1961    | Oca      | Capriola          |        |
| 16 agosto 1961   | Oca      | Capriola          |        |
| 17 agosto 1966   | Onda     | Sambrina          |        |
| 16 agosto 1967   | Bruco    | Arianna           | scosso |
| 16 agosto 1968   | Onda     | Ringo             | scosso |
| 2 luglio 1969    | Onda     | Sambrina          |        |
| 2 luglio 1970    | Selva    | Ercole            |        |
| 16 agosto 1970   | Onda     | Livietta          |        |
| 2 luglio 1971    | Istrice  | Topolone          | scosso |

## Curiosità
La traiettoria interna che disegnava in maniera perfetta alla difficile curva di San Martino veniva denominata "il viottolo del Gentili".
Nel 1951 Ciancone chiese alla contrada della Pantera, per la prima volta nella storia del Palio, una cifra "a perdere". Questo atteggiamento gli provocò una certa diffidenza da parte di dirigenti e contradaioli anche se poi l'innovazione avrebbe preso piede negli anni successivi.
Nell'agosto del 1956 avendo una grossa disponibilità economica l'Istrice si era assicurata l'aiuto di tutti i dieci fantini per la vittoria finale. Questi, una volta riunitisi, decisero che a montare il cavallo dell'Istrice Gaudenzia sarebbe stato proprio Ciancone. Durante le prove ebbe però un grave incidente che lo costrinse a saltare la corsa. Il fantino che lo sostituì, Mezz'etto, riportò uno scontato trionfo e nei giorni successivi si recò all'ospedale dove Ciancone era ricoverato portandogli i migliori auguri insieme una busta che lasciò sotto il cuscino. Ciancone ringraziò il collega sorridente ma quando questi fu andato via e aprì la busta si accorse che dentro vi erano solo pochi spiccioli: il fantino andò su tutte le furie e per calmarlo dovettero intervenire gli infermieri...
Il suo "allievo" Salvatore Ladu, prese il soprannome di Cianchino in suo onore.